# Chrysiptera rollandi
Chrysiptera rollandi es una especie de peces de la familia Pomacentridae en el orden de los Perciformes.

## Morfología
Los machos pueden llegar alcanzar los 7,5 cm de longitud total.

## Hábitat
Es un pez de mar.

## Distribución geográfica
Se encuentra en el Mar de Andaman, las Islas de la Lealtad, Filipinas, Gran Barrera de Coral, Nueva Caledonia y Tonga.